# Nick Ross
Nick Ross (11 november 1991) is een Schotse voetballer (middenvelder) die sinds 2009 voor de Schotse eersteklasser Inverness CT uitkomt. 
Ross speelde in november 2010 een wedstrijd voor de Schotse U-21. Hij scoorde bij zijn debuut.